# Osteogeneiosus
Osteogeneiosus is een monotypisch geslacht van straalvinnige vissen uit de familie van christusvissen (Ariidae).

## Soort
- Osteogeneiosus militaris (Linnaeus, 1758)